# Vernonia leopoldi
Vernonia leopoldi là một loài thực vật có hoa trong họ Cúc. Loài này được (Sch.Bip. ex Walp.) Vatke miêu tả khoa học đầu tiên năm 1875.